# Winifred Bryson
Winifred Bryson (nacida como Winifred Brison; 20 de diciembre de 1892-20 de agosto de 1987) fue una actriz estadounidense que trabajo en teatro y cine mudo.

## Biografía
Winifred Bryson nació como Winifred Brison el 20 de diciembre de 1892 en Los Ángeles, hija de Oliver A. Brison (1871-1922) y Annie Tilley (1870-1964).[cita requerida]
Bryson comenzó a actuar públicamente en 1914, inicialmente en la etapa de comedia musical, y en el drama Regeneration junto con Bert Lytell.
Aunque su primera película fue Peer Gynt (1915), su verdadera transición al cine fue en la película A Heart to Let (1921). En total, Bryson actuó en 19 películas, siendo su última aparición en el cine en Adoración (1928). Su carrera terminó con la llegada de las películas sonoras.
Estuvo casada dos veces, primero con el actor Warner Baxter desde 1918 hasta su muerte en 1951, y más tarde con Ferdinand H. Manger.
Winifred Bryson murió el 20 de agosto de 1987. Fue enterrada en el Forest Lawn Memorial Park (Glendale).[cita requerida]

## Filmografía
- Peer Gynt (1915)
- A Heart to Let (1921)
- Her Face Value (1921)
- South of Suva (1922)
- The Great Night (1922)
- Suzanna (1923)
- Truxton King (1923)
- Crashin' Thru (1923)
- The Hunchback of Notre Dame (1923)
- Thundering Dawn (1923)
- Pleasure Mad (1923)
- Don't Doubt Your Husband (1924)
- The Law Forbids (1924)
- Behind the Curtain (1924)
- Broken Barriers (1924)
- Flirting with Love (1924)
- The Lover of Camille (1924)
- The Awful Truth (1925)
- Adoration (1928)